# Чемпіонат світу з трекових велоперегонів 2016 — скретч (жінки)
Змагання зі скретчу серед жінок на Чемпіонаті світу з трекових велоперегонів 2016 відбулись 3 березня. Лора Тротт з Великої Британії виграла золоту медаль.

## Результати
Заїзд розпочавсь о 20:20.
| Місце | Ім'я                      | Країна          | Кола відставання |
| ----- | ------------------------- | --------------- | ---------------- |
| 1     | Лора Тротт                | Велика Британія |                  |
| 2     | Кірстен Вілд              | Нідерланди      |                  |
| 3     | Стефані Рурда             | Канада          |                  |
| 4     | Жольєн Д'Ор               | Бельгія         |                  |
| 5     | Ярміла Махачова           | Чехія           |                  |
| 6     | Євгенія Романюта          | Росія           |                  |
| 7     | Арленіс Сьєрра            | Куба            |                  |
| 8     | Ян Цянью                  | Гонконг         |                  |
| 9     | Шарлотта Беккер           | Німеччина       |                  |
| 10    | Марина Шмаянкова          | Білорусь        |                  |
| 11    | Мінамі Увано              | Японія          |                  |
| 12    | Лісбет Салазар            | Мексика         |                  |
| 13    | Наталія Рутковська        | Польща          |                  |
| 14    | Maria Giulia Confalonieri | Італія          |                  |
| 15    | Паскаль Желан             | Франція         |                  |
| 16    | Лейре Олаберрія           | Іспанія         |                  |
| 17    | Кімберлі Ґейст            | США             |                  |
| 18    | Альжбета Павлендова       | Словаччина      |                  |
| 19    | Тетяна Клімченко          | Україна         |                  |
| 20    | Лідія Бойлан              | Ірландія        | −1               |